# Campillo de Ranas
Campillo de Ranas ist ein Ort und eine Gemeinde (municipio) mit 152 Einwohnern (Stand: 2024) im Südwesten der Provinz Guadalajara in der Autonomen Gemeinschaft Kastilien-La Mancha. Neben dem Hauptort Campillo de Ranas besteht die Gemeinde aus den Ortschaften Campillejo, El Espinar, Matallana, Roblelacasa, Robleluengo und La Vereda. 

## Lage und Klima
Campillo de Ranas liegt in einer Höhe von ca. 1100 m in der Kulturlandschaft der Serranía. Die Entfernung zur südsüdöstlich gelegenen Provinzhauptstadt Guadalajara beträgt ca. 51 Kilometer (Fahrtstrecke). Das Klima ist gemäßigt bis warm; Regen fällt übers Jahr verteilt.

## Bevölkerungsentwicklung
| Jahr      | 1970 | 1981 | 1991 | 2001 | 2011 | 2021 |
| Einwohner | 131  | 75   | 120  | 145  | 189  | 165  |

## Sehenswürdigkeiten
- Magdalenenkirche in Campillo de Ranas

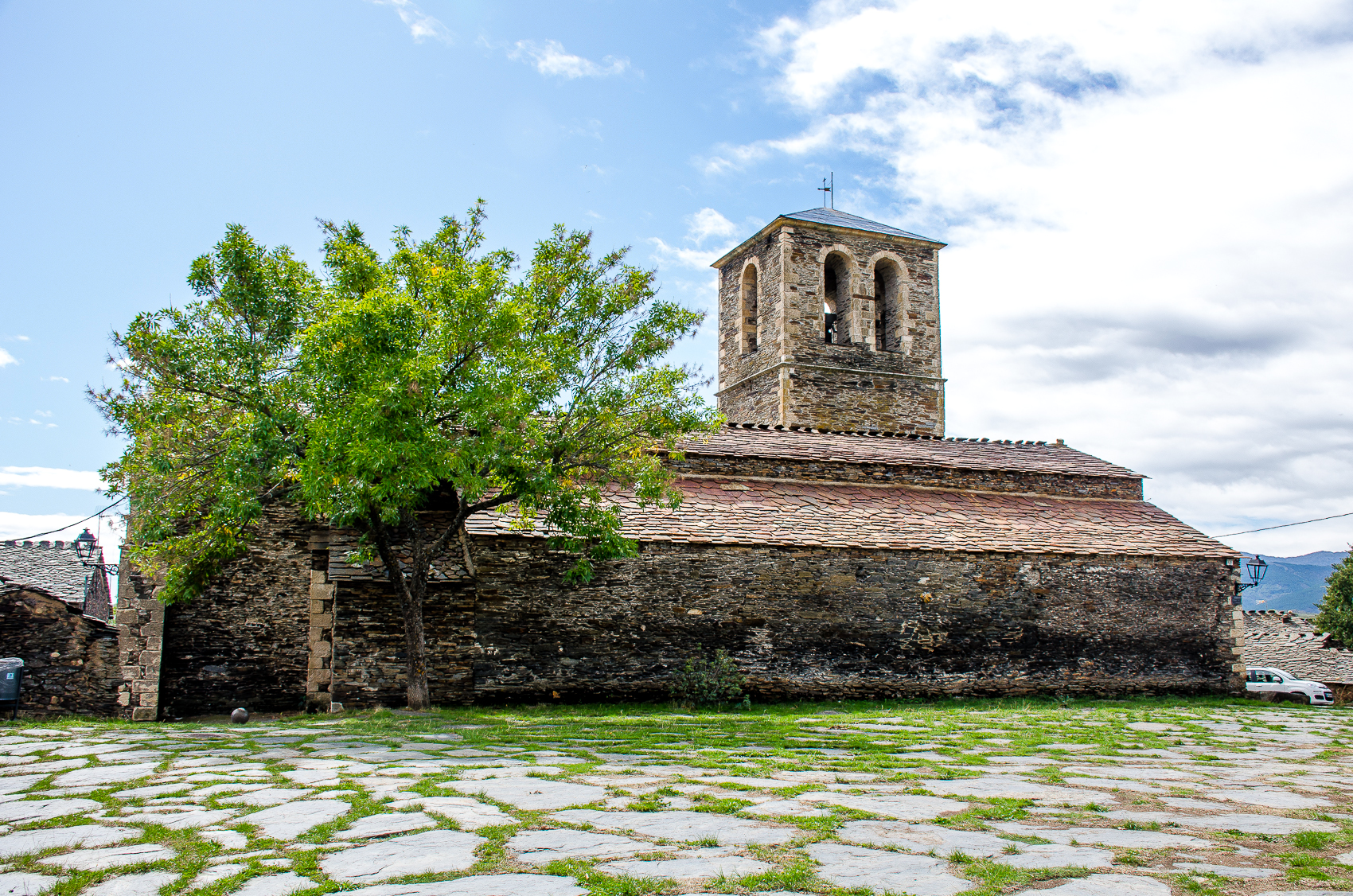
Magdalenenkirche